# Carlos Márquez Cappechi
Carlos Márquez Cappechi (Guanoco, estat de Sucre, 19 d'abril de 1926 - Caracas, 26 de març de 2016) va ser un destacat actor veneçolà. Márquez va estar actiu durant 70 anys. participantt a diverses obres de teatre i telenovel·les, sent un dels actors més reconeguts de Veneçuela. Als 10 anys es va mudar a Caracas. En la dècada de 1950, va estar casat amb l'actriu Juana Sujo, amb vuit anys de diferència. Amb ella, va fundar la Sociedad Venezolana de Teatro i també el teatre Los Caobos. També va actuar en el teatre, però es va retirar a causa d'un càncer que l'aguaitava. També es va casar amb l'actriu Dolores Beltrán, que va morir en el 2014. Entre les telenovel·les destacades en les quals va participar es troben La fiera (en la qual va personificar un dels seus personatges més famosos, "Eleazar Meléndez"), Leonela, Bienvenida Esperanza, El desprecio (on va interpretar a un altre dels seus personatges més famosos, "Israel Santamaría") i Mi gorda bella. El 2013, amb el monòleg "Inolvidable", escrit per José Gabriel Núñez, es retira de la seva carrera professional. Va morir el 26 de març de 2016, després de complicacions de salut degudes a una afecció pulmonar.

## Filmografia
Telenovel·les i sèries
- Camaleona (2007) - Eloy Párraga Farías
- Estrambótica Anastasia (2004) - Valentino Alfonso
- Mi gorda bella (2002-2003) - Don Segundo Villanueva Arismendi
- Carissima (2001) - Felipe Vallemorín
- Mujer secreta (1999) - Don Julio Valladares
- Reina de Corazones (1998) - Espíritu Santo
- María de los Ángeles (1997)
- La llaman Mariamor (1996)
- Amores de fin de siglo (1995) - Tadeo
- El desprecio (1991) - Israel Santamaría
- De mujeres (1990)
- Amanda Sabater (1989) - Gregorio Sabater
- Señora (1988) - Sucre
- La intrusa (1987) - Alexis Pereira
- Mi amada Beatriz (1987) - Padre Amado
- Mansión de Luxe (1986) - Rafael Sardaños
- Azucena (1984)
- Marisela (1984)
- Topacio (1984) - Aurelio
- Bienvenida Esperanza (1983) - Justo Mendizábal
- Leonela (1983) - Joaquín Machado
- Kapricho S.A. (1982)
- ¿Qué pasó con Jacqueline? (1982)
- Luz Marina (1981)
- Luisana mía (1981) - Edmundo Bernal
- La comadre (1979) - Esteban
- Estefanía (1979) - Padre Aguas
- La fiera (1978) - Eleazar Meléndez
- Valentina (1975) - Don Fernando
- Doña Bárbara (1974) - Balbino Paiba
- La usurpadora (1971) - Felipe Bracho

Cinema
- La matanza de Santa Bárbara (1986)
- Cangrejo (1982)
- Carmen, la que contaba 16 años (1978)
- Adiós Alicia (1977) - Don Ignacio
- El joven del carrito (1959) - Raúl Lucera
- Pantano en el cielo (1956)